# Campagne de Louis II contre Bari
Entre 866 et 871, l'empereur des Francs Louis II mène une campagne contre l’émirat de Bari. Allié avec les Lombards de l'Italie du Sud, il tente sans succès de se coaliser avec l'Empire byzantin. En 871, il s'empare de Bari avec l'aide d'une flotte slave qui traverse la mer Adriatique. L'émir est fait prisonnier et l'émirat disparaît, même si une présence musulmane se maintient à Tarente. Toutefois, les Lombards se détournent rapidement de Louis II qui doit quitter la région après quelques mois.

## Premières actions (866-867)
Dès 848-849, Louis II est envoyé au sud de l'Italie par son père, Lothaire Ier, pour combattre les raids musulmans. En 852, 855 et 857, il essaie de prendre Bari, sans résultats. En 865, il prépare une expédition pour chasser les Arabes du sud de la péninsule. Il édicte un capitulaire et rassemble une armée à Lucera, au printemps 866. En outre, plusieurs fortifications sont construites pour servir de refuge à la population en cas de raids ennemis. 
Aucun source ne décrit le déroulement de la campagne au-delà du rassemblement de l'armée à Lucera. En juin 866, Louis II dépose Landolf II, évêque et comte de Capoue au profit de son propre représentant, le duc Lambert Ier de Spolète. Pendant six mois, Louis fait le tour des principautés lombardes de la Campanie pour s'assurer de leur loyauté avant de s'attaquer à Bari. Selon Erchempert, un contemporain, les princes de Bénévent, Salerne et Capoue le pressent de combattre les Musulmans.
Louis II passe l'hiver 866-867 à Bénévent, d'où il part au printemps. Il prend Matera et Oria, entre Bari et Tarente, compliquant les relations entre les deux cités. Si Matera est détruite du fait de sa position stratégique, Oria est préservée, peut-être en raison de l'attitude favorable de ses habitants envers Louis II. C'est en tout cas ce qui émane du récit du chroniqueur Ahimaatz ben Paltiel qui précise que la ville a connu un certain déclin sous la domination musulmane. A Canosa di Puglia, l'empereur poste une garnison. Au terme de l'année 866, l'armée rassemblée est probablement démobilisée car le capitulaire n'a prévu qu'un an de service.

## Alliance avortée (869)
En mars 868, Louis est à Bénévent. Selon la chronique de Salerne écrite un siècle plus tard, il essaie d'obtenir l'aide du nouvel empereur byzantin, Basile Ier le Macédonien, dont la flotte pourrait lui être utile. Un mariage est envisagé entre Ermengarde, la fille de Louis II et Constantin, le fils aîné de Basile. Selon le De Administrando Imperio, texte byzantin, c'est Basile qui est à l'initiative des négociations et il revendique Bari, dont l'expulsion des Musulmans assurerait la paix dans la mer Adriatique, parcourue par des pirates musulmanes qui pillent la Dalmatie byzantine. Dans tous les cas, une attaque conjointe est prévue pour l'été 869.
En juin 869, Louis II est prêt pour l'offensive. Les Annales de Saint-Bertin affirment qu'une flotte byzantine de quatre cents navires arrive au large de Bari plus tard dans l'année. D'autres sources mentionnent des chiffres bien moins élevés. Il est tout à fait possible qu'il s'agisse de la même flotte qui a forcé les Musulmans à lever le siège de Raguse (866-868), voire celle-ci qui aidé Syracuse à repousser les Arabes en 868. Elle est dirigée par Nicétas Oryphas et doit accueillir la fille de Louis pour l'amener à Constantinople mais il semble que les deux camps ne parviennent pas à s'accorder et les Byzantins se retirent. Dans une lettre à Basile Ier, Louis II accuse Nicétas d'une attitude arrogante et insultante. Quoi qu'il en soit, la cause exacte de l'échec de l'alliance est inconnue mais vient vraisemblablement d'une incompréhension mutuelle. Nicétas aurait trouvé l'armée de Louis II trop petite, indisciplinée et incapable d'emporter la victoire. Louis II explique de son côté avoir démobilisé une partie de son armée pour l'hiver et que la flotte byzantine arrive trop tard dans l'année.

## Siège victorieux (870-871)
Selon les Annales de Saint-Bertin, après le départ de la flotte byzantine, l'émir de Bari envoie un raid dans le Gargano. Le tombeau de l'archange Saint-Michel est pillé et Louis réagit en 870 par un raid en Apulie, lors duquel plusieurs villes sont prises. L'empereur décide de capitaliser sur ce succès et investit la ville de Bari avec une armée composée de Lombards et de Francs. Il dispose aussi d'une flotte, probablement envoyée par les Croates, peut-être par les Byzantins. La Chronique de Salerne est muette à ce sujet mais le De Administrando Imperio parle d'une flotte byzantine, sans qu'il soit possible de le confirmer. Tant le De Administrando Imperio que la Vie de Basile indiquent qu'un contingent slave est débarqué par la flotte de Raguse.
Selon André de Bergame, les habitants de la Calabre envoie des émissaires à Louis au cours du siège pour faire allégeance et lui offrir un tribut en échange de sa protection. L'empereur détache un contingent dans la région, qui vainc une armée arabe près d'Amantea, ce qui entraîne une réaction des Aghlabides de l'émirat de Sicile. Ceux-ci envoient des renforts à Bari, qui sont interceptés et battus par Louis. En février 871, la cité se rend et l'émir Sawdan est capturé et amené à Bénévent. Louis se lance alors en direction de Tarente pour l'assiéger et place un gastald lombard à la tête de Bari.

## Conséquences
Entre février et août 871, Louis II écrit une lettre à Basile Ier, probablement avec l'aide d'Anastase le Bibliothécaire, qui concerne largement l'enjeu de l'usage du titre d'empereur des Romains de sa part. C'est une querelle récurrente entre les Byzantins, héritiers directs de l'Empire romain et les Carolingiens qui ont une prétention forte au titre d'empereur. C'est d'ailleurs l'une des causes possibles à la rupture de l'alliance en 869. Louis évoque aussi l'arrivée de renforts ennemis depuis la Sicile et l'Afrique, qui viennent probablement aider la ville de Tarente. En outre, il accuse le duc Serge II de Naples de conspiration avec les Aghlabides qui ne cherchent pas à reprendre Bari mais assiègent Salerne dans le but de renforcer leurs positions en Calabre et dans les régions les plus proches de la Sicile en général.
Si Sawdan est fait prisonnier, Louis II n'en a pas pour autant fini avec la menace qu'il fait peser. Captif à Bénévent, il semble être populaire et reçoit de nombreuses visites, d'autant qu'en parallèle, les Lombards se lassent de la présence de l'empereur franc chez eux. Le 13 août, le prince Adelchis de Bénévent s'empare de Louis II, de sa femme et de sa fille, apparemment après avoir consulté Sawdan. Selon les Annales de Saint-Bertin, l'empereur aurait prévu de l'exiler, le De Administrando Imperio précisant qu'il s'agirait d'une rumeur diffusée par Sawdan.